# Frank Buchman

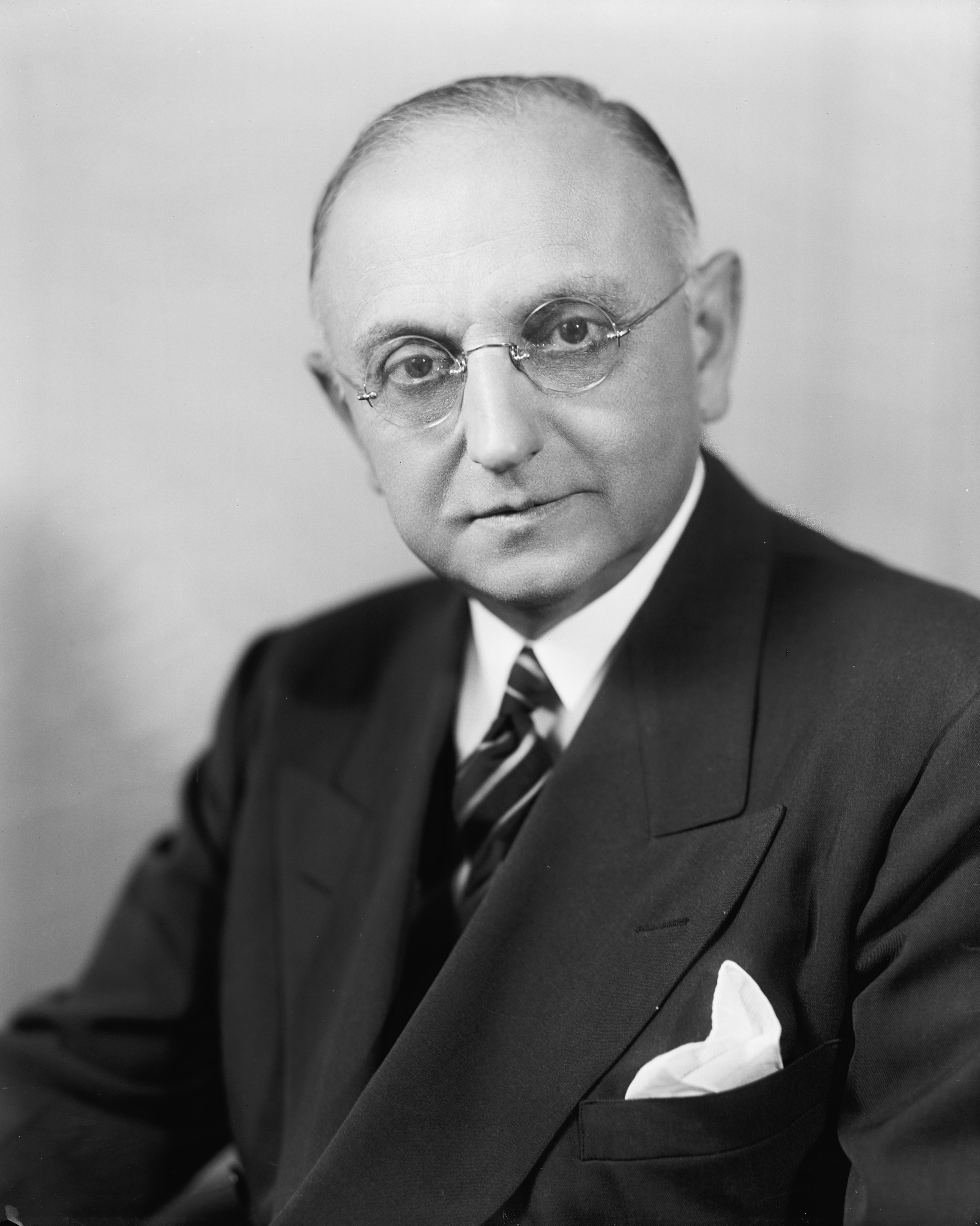
Frank Buchman

Franklin Nathaniel Daniel Buchman (* 4. Juni 1878 in Pennsburg, Pennsylvania, Vereinigte Staaten; † 7. August 1961 in Freudenstadt (Schwarzwald)) war ein amerikanischer evangelischer Prediger und geistiger Führer der Oxford-Gruppe und später der Moralischen Aufrüstung.

## Leben
Buchman wurde als Sohn eines Geschäftsmannes geboren. Die Vorfahren Buchmans stammten mütter- wie väterlicherseits aus der Schweiz. Er war von 1905 bis 1915 CVJM-Sekretär am Pennsylvania State College, der heutigen Pennsylvania State University. Ab 1921 predigte er in Oxford Weltveränderung durch Persönlichkeitsveränderung und sammelte dort erste Anhänger. Im Jahre 1930 soll ihn der ehemalige Kaiser Wilhelm II. in seinem Exil in Doorn als einen „komischen amerikanischen Heiligen“ bezeichnet haben. Ab 1938 begann er eine regelrechte Kampagne für „Moralische Aufrüstung“. Er betonte persönliche religiöse Erfahrung, die vor allem in Haushalten und Kleingruppen gelebt werden sollte.

## Wirkung
Buchmans antikommunistische Bewegung wurde von Vertretern der etablierten Kirchen verschiedentlich heftig kritisiert. Von anderer Seite wurden Buchman undurchsichtige Finanzierung, sexuelle Übergriffe auf männliche Studenten und Buchmans persönliche Verehrung Adolf Hitlers vorgeworfen. So wurde er 1936 im New York World-Telegram mit der Aussage zitiert: „I thank heaven for a man like Adolf Hitler, who built a front line defence against the anti-Christ of Communism“ – „Ich danke dem Himmel für einen Mann wie Adolf Hitler, der eine Verteidigungslinie gegen den Antichrist des Kommunismus aufgebaut hat.“

## Ehrungen
- 4. Juni 1950: Ritter der Ehrenlegion[5]
- 1952: Großes Verdienstkreuz der Bundesrepublik Deutschland
- 17. April 1956: Der Frank-Buchmann-Weg in Freudenstadt wird nach ihm benannt
- 19. Mai 1990: Enthüllung eines Gedenksteines für Buchmann auf dem Frank-Buchmann-Weg in Freudenstadt